# 楓駅

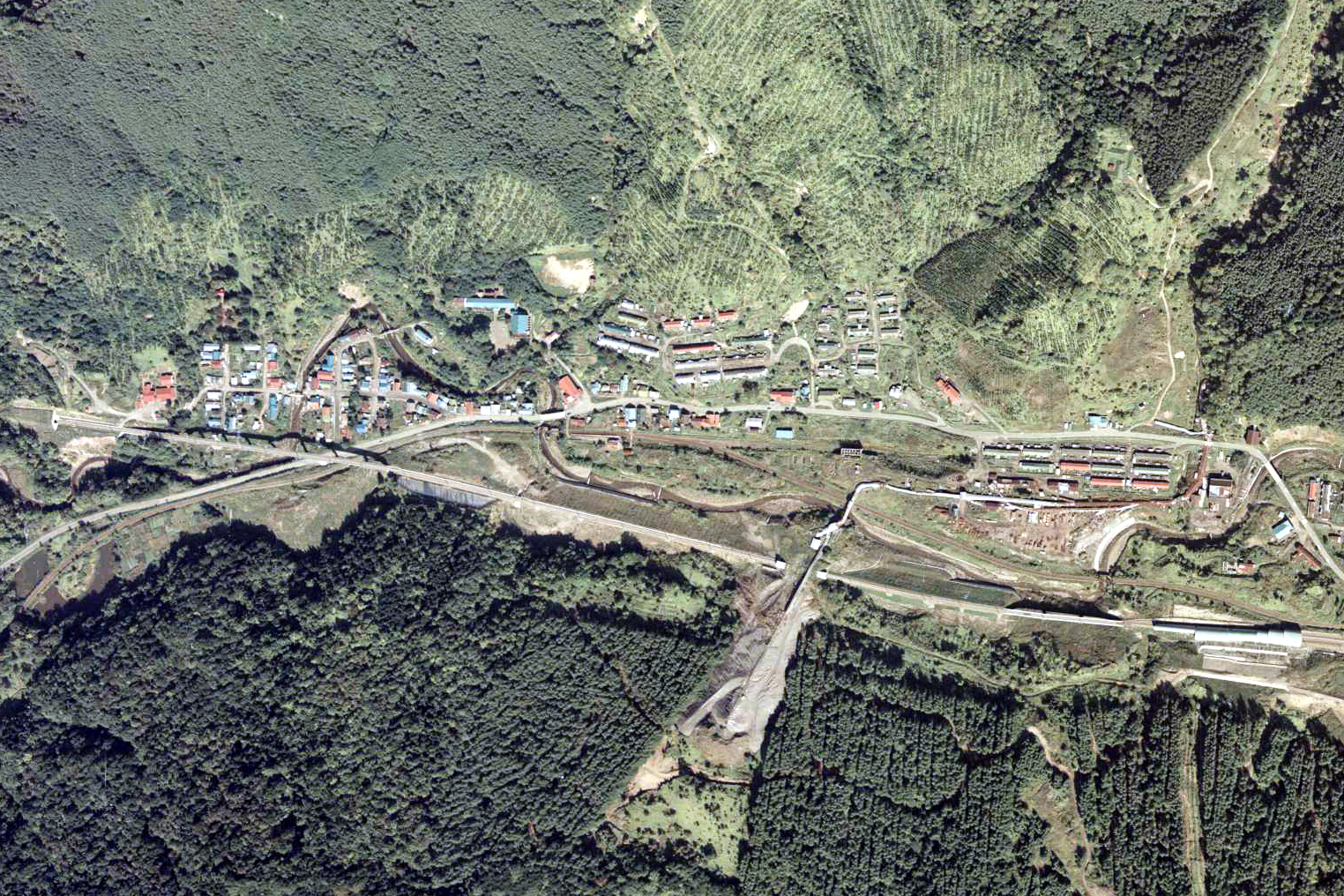
1976年の夕張線（当時）登川支線の楓駅と建設中の石勝線楓駅（現・楓信号場）。周囲約1km×1.5km範囲。左が紅葉山方面。中央よりやや左に楓駅。登川方面の分岐を過ぎて、そのまま少し直進した辺りが初代楓駅跡。駅裏にホッパーが残されている。下側には建設中の石勝線と写真右端にやはり建設中の楓駅の上り側スノーシェードが見える。

楓駅（かえでえき）は、かつて北海道夕張市に所在した日本国有鉄道（国鉄）夕張線登川支線の駅（廃駅）である。事務管理コードは▲132121。

## 歴史

### 初代駅
- 1907年（明治40年）5月16日：夕張線紅葉山（現：新夕張） - 楓間開業にともない楓貨物取扱所として新設[1]。
- 1909年（明治42年）7月10日：旅客扱い開始（→一般駅）。楓駅に改称[1]。
- 1911年（明治44年）12月：楓 - 登川間の三井鉱山専用線開業[注釈 1]。
- 1916年（大正5年）7月11日：国鉄が三井鉱山専用線を譲受し、夕張線楓 - 登川間延伸開業[1]。駅手前で分岐する形となり、引き上げ線方式のスイッチバック駅となった[1]。
- 1962年（昭和37年）：駅舎が火災により、焼失。同年内に駅舎を新築。
- 1967年（昭和42年）1月：楓鉱の合理化による石炭積出し廃止に伴い、駅を紅葉山寄りの本線上に移転し、初代駅廃止[1]。

### 2代目駅
- 1967年（昭和42年）1月：スイッチバックを解消し、紅葉山寄りの本線上に移転する[1]。駅舎から一段高い所にある板張りの単式ホーム1面1線の構造になる。
- 1981年（昭和56年）
  - 5月25日：貨物扱い廃止（→旅客駅）[3]・ 無人駅化[4]（簡易委託駅化）。
  - 7月1日：登川支線（紅葉山 - 登川間）の廃線に伴い廃止[1]。

## 駅構造
2代目楓駅は、紅葉山に向かって左手に設置された仮乗降場スタイルの簡易型板張りの短い単式ホーム1面1線で、駅舎は街とは反対側の川を背にしたホーム横の登川側にあり、紅葉山側と登川側の踏切で町内道路と連絡していた。登川側踏切へは、町内道路からは民家の間を抜けて裏手に回りこむ細い路地のために判り難く、利用者は限られていたようである。

## 廃止後の状況
登川支線の軌道跡の内、紅葉山から楓-登川地区境界までの殆どが国道274号（三川国道）に利用されている。2代目楓駅のホーム紅葉山側端へ連絡していた通路は、拡張されて国道への道に置き換わっている。そして代替となる石勝線上の3代目楓駅（現：楓信号場）は登川方面へ1kmほど進んだ登川支線（現：三川国道）の南側に設置された。

## 駅周辺
- かつては北炭真谷地炭鉱楓坑の炭鉱施設や、炭鉱住宅が広がっていた。
- かつては、駅跡近くに代替路線となる夕張鉄道（夕鉄バス）登川線の「楓生活館」停留所があったが、2017年10月1日にバス路線が廃止された[5]。

## 隣の駅
日本国有鉄道
夕張線（登川支線）
紅葉山駅（現：新夕張駅） - 楓駅 - 登川駅